# Хуля, Стефан (младший)
Сте́фан Яро́слав Ху́ля (пол. Stefan Jarosław Hula; род. 29 сентября 1986 года, Щирк) — польский прыгун с трамплина, бронзовый призёр олимпийских игр 2018 года в командных соревнованиях. Сын призёра чемпионата мира 1974 года в лыжном двоеборье Стефана Хули.
В кубке мира Хуля дебютировал в 2006 году, в марте 2009 года первый и пока единственный раз попал в тройку лучших на этапе кубке мира в командных соревнованиях. Кроме подиума, на сегодняшний момент имеет 10 попаданий в десятку на этапах кубке мира — 2 в личных соревнованиях и 8 в командных. Лучшим результатом Хули в итоговом общем зачёте кубке мира является 44-е место в сезоне 2008—2009.
На Олимпиаде-2006 в Турине стартовал в двух дисциплинах: стал 5-м в команде и 29-м на нормальном трамплине.
На Олимпиаде-2010 в Ванкувере стартовал в трёх дисциплинах: 6-е место в команде, 31-е место на нормальном трамплине и 19-е место на большом трамплине.
За свою карьеру участвовал в одном чемпионате мира, на чемпионате-2009 в Либереце стал 4-м в команде и 26-м в прыжках с нормального трамплина.
Использует лыжи производства фирмы Фишер.